# Michał Rola-Żymierski
Michał Rola-Żymierski (n. 4 septembrie 1890, Cracovia, Austro-Ungaria – d. 15 octombrie 1989, Varșovia, Polonia) a fost un mareșal polonez, unul dintre principalii comandanți militari polonezi din timpul celui de-al doilea război mondial. 